# Кременчуцький військово-історичний музей
Кременчуцький військово-історичний музей — громадський, публічний музей, який збирає, зберігає, досліджує, експонує, популяризує воєнну, військову та військово-промислову історію Кременчука і околиць. Музей знаходиться у місті Кременчук Полтавської області. Музей є середовищем для дослідженні та діалога з питань воєнної, віськової та військово-промислової історії Кременчука.

## Історія
Кременчуцький військово-історичний музей є філією Першого всеукраїнського музею історії однострою.
Був створений у 2017 році з ініціативи Романа Пацовського, як підрозділ Першого всеукраїнського музею історії однострою.

## Фонди і експозиції музею
У музеї на 2024 рік представлені понад 2000 експонатів, які розкривають воєнну, військову та військово-промислову історію Кременчука та Кременчуцького району Полтавської області.
У 2024 році фонди музею в оцифрованому вигляді стають доступні на европейській музейній площадці
У музеї є науковий архів та наукова бібліотека.

## Наукові роботи та дослідження музею
Фахівці музею, разом з фахівцями Перший всеукраїнський музей історії однострою проводять активну науково-дослідницьку діяльність за наступними напрямами та тематиками:
- "На лінії життя" - історія військової медицини, Кременчугского гарнизонного военного госпиталя на території Кременчука та околиць від старих часів до 2005 року[2]
- "Історія Кременчуцького інтендантства" - історія Кременчуцької комісаріатської комісії, Кременчуцьких речових інтендантських складів, 164, 797 обозно-речових складів в період XVIII-XXI ст.[3]
- "Повертаючи солдат з тій далекої війни" - пошук зниклих безвісті військовослужбовців під час 2ї світової війни[4].
- "На лінії вогню" - історія пожежної охорони Кременчука[5]
- "Дитинство, обпалене війною" - історії, спогади та предмети, які відображають досвід дитинства у воєнні часи.[6]
- "Історія Кременчуцького залізничного вузла" - історія залізничних підприємств Кременчука
- "Від десантників до прикордонників" - історія 23 окремої повітряно-десантної бригади, 23 окремого аєромобільного прикордонного загону
- "Кременчук - колізка ракетного щита країни" - історія ракетних частин, які дислокувались в Кременчуці до 2005 року,
- "На варті внутрішнього спокою та благоденства" - історія силових структур Кременчука
- "Кременчук воєнний крізь роки" - воєнна історія Кременчука, участь в війнах XVI-XXI ст
- "Кременчук у роки холодної війни XX ст"
- "Військово-промисловий комплекс Кременчука XVIII-XX ст."

Перелік наукових досліджень постійно розширюється, в зв'язку з відкриттям нових, невідомих раніше фактів.
У серпні 2024 року Кременчуцький військово-історичний музей як підрозділ Перший всеукраїнський музей історії однострою став інституаційним членом Асоціації українських музеїв.

## Педагогічна, екскурсійна та пам'яткоохорона діяльність музею
Крім традиційних оглядових екскурсій, завдяки соціальному проєкту музею «Туристичний інформаційний центр м. Кременчук» діють екскурсійні програми — по історичних місцях краю, тематичні по місту Кременчук.
На 2024 рік доступні наступні групові та індивідуальні екскурсії:
- Кременчук кріз століття
- Річкова історія Кременчука
- Невідомі таємниці Крюківа
- Слідами Антона Макаренко в Кременчуці